# Boris Polevoi
Boris Polevoi  (în rusă Борис Николаевич Полевой; n. 4/17 martie 1908, Moscova, Imperiul Rus – d. 12 iulie 1981, Moscova, RSFS Rusă, URSS) a fost un scriitor sovietic,  jurnalist, corespondent de război. Este autorul romanului Povestea unui om adevărat despre pilotul sovietic de vânătoare (as de luptă) din Al Doilea Război Mondial Alexei Petrovich Maresiev. 

## Lucrări scrise
Impresiile militare au stat la baza cărților:
- De la Belgorod la Carpați (1945)
- Povestea unui om adevărat (1946) – ecranizare în 1948 de Aleksandr Stolper
- Suntem oameni sovietici (1948)
- Aur (1949 - 1950)

## Literatură
- Boris Polevoi - Povestea unui om adevărat, Roman, Biblioteca pentru toți, nr. 110, ESPLA, 1962

## Distincții
Boris Polevoi a fost distins ca Erou al Muncii Socialiste, laureat a două premii Stalin de gradul doi (1947, 1949) și câștigător al Premiului Internațional pentru Pace (1959).